# Sternotherus depressus
Sternotherus depressus är en sköldpaddsart som beskrevs av  Donald Ward Tinkle och WEBB 1955. Sternotherus depressus ingår i släktet Sternotherus och familjen slamsköldpaddor. IUCN kategoriserar arten globalt som akut hotad. Inga underarter finns listade i Catalogue of Life.
Denna sköldpadda förekommer i avrinningsområdet av Black Warrior River i centrala Alabama (USA).